# Microstigmata
Genre
Synonymes
- Microstigma Hewitt 1916 nec 1842

Microstigmata est un genre d'araignées mygalomorphes de la famille des Microstigmatidae.

## Distribution
Les espèces de ce genre sont endémiques d'Afrique du Sud.

## Liste des espèces
Selon World Spider Catalog (version 21.0, 27/06/2020) :
- Microstigmata amatola Griswold, 1985
- Microstigmata geophila (Hewitt, 1916)
- Microstigmata lawrencei Griswold, 1985
- Microstigmata longipes (Lawrence, 1938)
- Microstigmata ukhahlamba Griswold, 1985
- Microstigmata zuluensis (Lawrence, 1938)

## Publications originales
- Strand, 1932 : Miscellanea nomenklatorica zoologica et palaeontologica, III. Folia Zoologica et Hydrobiologica, vol. 4, p. 133-147.
- Hewitt, 1916 : Descriptions of new South African spiders. Annals of the Transvaal Museum, vol. 5, no 3, p. 180-213 (texte intégral).